# Andrzej Diering
Andrzej Diering (ur. 1951 w Gdańsku) – polski trębacz.

## Życiorys
Absolwent Średniej Szkoły Muzycznej w Gdańsku-Wrzeszczu. Będąc nastolatkiem debiutował, grając w zespołach Club 99 i Grupa Naczelnika. Jesienią 1972 roku trafił do rockowej formacji 74 Grupa Biednych, która wówczas używała głównie nazwy „Grupa 74”, będąc jej członkiem, aż do ostatecznego rozwiązania grupy w 1973 roku. W późniejszym okresie grywał w duecie z Władysławem Jagiełłą, a następnie był trębaczem zespołów: Koman Band, Spisek, Alex Band oraz prowadził własną grupę B.B. Play i grał w zespole instrumentalnym pod kier. Ryszarda Kruzy, akompaniując Krzysztofowi Klenczonowi, który w roku 1978 przyjechał ze Stanów Zjednoczonych na pierwszą od lat trasę koncertową po Polsce.
Ponadto występował i nagrywał z takimi wykonawcami jak: Krystyną Prońko (w Koman Bandzie), Stanem Borysem (w Koman Bandzie), Haliną Frąckowiak (w Spisku), Grażyną Łobaszewską, Krzysztofem Cugowskim (w Spisku) czy z Wojciechem Gąssowskim.
Pod koniec XX wieku na kilka lat osiadł w Niemczech, zaś w 2000 roku, ze względów zdrowotnych, zaniechał dalszej działalności muzycznej i scenicznej.

## Dyskografia

### Albumy
Z 74 Grupą Biednych:
- 2022: W trąby dąć. Nagrania archiwalne z lat 1970–1973 (Kameleon Records)[4]

Z zespołem Koman Band:
- 1975: Krystyna Prońko – Krystyna Prońko (Pronit)
- 1987: Fiesta – Fiesta (Polskie Nagrania „Muza”)
- 2021: Koman Band – Continuation (GAD Records)

Z zespołem Spisek:
- Spisek (GAD Records, 2017)

Z zespołem Alex Band:
- 1980: Zderzenie myśli (Tonpress – reedycja GAD Records z 2014)
- 1981: Eccentic (Helicon – reedycja GAD Records z 2014)
- 1982: Straight On (Pronit)

Z Wojciechem Gąssowskim:
- 1981: Love Me Tender (Wifon)
- 1988: Party (Polskie Nagrania „Muza”)

Z zespołem B.B. Play: 
- 1989: Virginia Vee – An American In Warsaw (Polskie Nagrania „Muza”)[5]